# 에스원
주식회사 에스원(S-1)은 삼성그룹 산하의 보안 기업이자 가상 이동 통신망 사업자이다.

## 역사
1977년 11월 28일, 한국경비실업(韓國警備實業)으로 설립했으며 1978년 한국경비보장(韓國警備保障)으로 회사명을 변경했다. 1980년 삼성그룹이 일본의 경비 업체인 세콤 간의 합작을 통해 한국경비보장을 인수했고 1991년 한국안전시스템(韓國安全시스템)으로 회사명을 변경했다. 1995년 에스원으로 회사명을 변경하여 오늘에 이른다.

## 사회공헌

### 삼성 3119 구조단
1995년 10월 발족하여 1997년 국내 유일의 민간긴급구조기관으로 지정된 삼성 3119 구조단은 국내외 사고현장에서 인명구조활동을 펼치고 있다.

## 같이 보기
- 삼성에스원 태권도단
- 삼성그룹

## 관련 기업
- 세콤

## 본점 및 지점 현황
- 본점 : 서울특별시 중구 세종대로7길 25 (순화동, 에스원빌딩)
- 대전지사 : 대전광역시 중구 계룡로 786 (오류동, 사학연금회관)
- 광주광역지사 : 광주광역시 광산구 무진대로 282, 12층 (우산동, 광주무역회관)
- 동대구지사 : 대구광역시 수성구 달구벌대로 2619 (만촌동)
- 동인천지사 : 인천광역시 중구 서해대로 366 (신흥동3가)
- 부산중앙지사 : 부산광역시 중구 중앙대로 88 (중앙동4가)
- 울산남부지사 : 울산광역시 남구 정동로 83 (삼산동)
- 목포지사 : 전라남도 목포시 백년대로279번길 1 (상동)
- 동수원지사 : 경기도 수원시 영통구 중부대로447번길 9 (원천동)
- 동전주지사 : 전북특별자치도 전주시 덕진구 백제대로 751 (인후동2가)
- 제주지사 : 제주특별자치도 제주시 은남길 8 (연동)
- 창원광역지사 : 경상남도 창원시 의창구 용동로83번안길 18(SH타워 2층)
- 청주지사 : 충청북도 청주시 상당구 월평로 278, 4층 (방서동)
- 춘천지사 : 강원특별자치도 춘천시 안마산로 110, 3층 (퇴계동)
- 천안지사 : 충청남도 천안시 동남구 청수14로 98 (청당동)
- 안동지사 : 경상북도 안동시 광명로 185, 3층 (옥동, 백암빌딩)
- 성남지사 : 경기도 성남시 분당구 운중로 123 (운중동)
- 안양지사 : 경기도 안양시 동안구 관악대로 272 (비산동)
- 안성지사 : 경기도 안성시 아양1로 61, 4층 (옥산동)
- 오산지사 : 경기도 오산시 운천로 52, 6층 (원동, 임금빌딩)
- 이천지사 : 경기도 이천시 경충대로 2632, 1층 (중리동, 대한도시가스)
- 부천지사 : 경기도 부천시 원미구 조마루로385번길 122 (춘의동)
- 의정부지사 : 경기도 의정부시 시민로 31 (의정부동)
- 원주지사 : 강원특별자치도 원주시 판부면 매봉길 18
- 강릉지사 : 강원특별자치도 강릉시 솔올로 75, 2층 (교동)
- 양산지사 : 경상남도 양산시 물금읍 청운로 354
- 동김해지사 : 경상남도 김해시 김해대로2492번길 32-22 (삼정동)
- 진주지사 : 경상남도 진주시 동진로 172 (상대동)
- 거제통영지사 : 경상남도 거제시 장평4로 62 (장평동)
- 구미지사 : 경상북도 구미시 수출대로 152 (공단동)
- 포항지사 : 경상북도 포항시 남구 포스코대로 389, 2층 (대도동, 엠피빌딩)
- 경주지사 : 경상북도 경주시 광중길 67, 401호 (용강동)
- 상주지사 : 경상북도 상주시 경상대로 3035, 301호 (무양동)
- 영주지사 : 경상북도 영주시 대학로 13 (휴천동)
- 순천지사 : 전라남도 순천시 연향번영길 102, 3층 (연향동, 양천회관빌딩)
- 광양지사 : 전라남도 광양시 중동로 56 (중동)
- 익산지사 : 전북특별자치도 익산시 인북로 205, 2층 (남중동, 이리농협남중지소)
- 여수지사 : 전라남도 여수시 시청동1길 17 (학동)
- 군산지사 : 전북특별자치도 군산시 월명로 209 (수송동)
- 세종지사 : 세종특별자치시 한누리대로 157 (나성동, 금강프라자)
- 서산지사 : 충청남도 서산시 예천9로 23, 3층 (예천동)
- 보령지사: 충청남도 보령시 터미널길 29, 3층 (궁촌동, 보령우체국)
- 충주지사 : 충청북도 충주시 국원대로 38 (봉방동)
- 달성지사 : 대구광역시 달성군 현풍읍 테크노대로 61
- 정선지사 : 강원특별자치도 정선군 정선읍 봉양5길 5
- 평택지사 : 경기 평택시 비전2로 77